# Nomade
Nomader er en betegnelse for folkegrupper, som flytter fra sted til sted, uden at have et fast bosted. Ordet kommer af græsk nomas, afledt af nomos (=græsgang). Nomas betyder imidlertid ikke "omflakkende", men betegner dyr, der græsser, eller person, der lever af sådanne dyr.
Der skelnes mellem nomader, som følger stammens husdyr, som skifter græsning, og nomader, der flytter fra sted til sted for at sælge varer. Traditionelle nomadefolk er albanere, beduiner, berbere, kasakher, tuareger, samer, romaer og tatere, de aromunsk-talende vlakker, Jenischefolket i Europa og de norske skøyere, som er efterkommere efter norske landstrygere og 1600-tallets tyske handelsrejsende.
Husdyrhold baseret på nomadisme er en levemåde, som var spået at uddø i det andet årtusinde. Nomadisme er imidlertid en livsform, der hviler på husdyrenes vandringer, som er betingede af de klimatiske fødemæssige betingelser for dyrene.
Man skelner mellem:
- Rensdyrnomadisme (tundranomadisme)
- Steppenomadisme
- Bjergnomadisme
- Ørkennomadisme